# Adilbek Zhumakhanov
Adilbek Zhumakhanov (Atirau, 27 de diciembre de 2002) es un futbolista kazajo que juega en la demarcación de defensa para el FC Atyrau de la Liga Premier de Kazajistán.

## Selección nacional
Tras jugar en las categorías inferiores de la selección, finalmente hizo su debut con la selección de fútbol de Kazajistán en un partido de la Liga de Naciones de la UEFA 2024-25 contra Austria que finalizó con un resultado de 0-2 a favor del combinado austriaco tras los goles de Christoph Baumgartner y Michael Gregoritsch.

## Clubes
| Club                         | País       | Año       | Partidos | Goles |
| ---------------------------- | ---------- | --------- | -------- | ----- |
| FC Atyrau B                  | Kazajistán | 2018-2019 | 57       | 3     |
| FC Atyrau                    | Kazajistán | 2019-2022 | 27       | 0     |
| FC Kaisar Kyzylorda (cedido) | Kazajistán | 2022      | 27       | 1     |
| FC Atyrau                    | Kazajistán | 2024-     | 44       | 2     |